# Carevce
Carevce (en serbocroata: Carevce / Царевце) o Carec (en albanés: Carec) es un pueblo en el municipio de Novo Brdo del distrito de Pristina de Kosovo. Carevce es uno de los enclaves serbios en Kosovo.  

## Toponimia
Después de la guerra de Kosovo, el pueblo también se conoce como Qarr.

## Demografía
La evolución demográfica de Carevce entre 1948 y 2011 fue la siguiente:
| 208                                                 | 221 | 203 | 245 | 219 | 197 | 27 |
| (Fuente: Population of Kosovo since Yugoslav times) |     |     |     |     |     |    |

Según el censo de 2011 (boicoteado parcialmente por los serbios), los serbios representaban el 100% de la población (27 personas).